# Batalha de El Mazuco
Batalha de El Mazuco foi travada entre 6 e 22 de setembro de 1937, entre os exércitos Republicano e Nacionalista durante a Guerra Civil Espanhola, como parte da campanha da Guerra do Norte. A defesa republicana de El Mazuco e das montanhas circundantes interrompeu o avanço nacionalista para o leste das Astúrias, apesar de suas forças estarem em sete vezes mais. Após semanas de intensos combates em terrenos extremos, os defensores foram eventualmente oprimidos e os nacionalistas puderam se unir às suas forças avançando de León, levando à queda de Gijón e o abandono das Astúrias, a última província republicana no noroeste da Espanha.
Esta batalha foi quase certamente o primeiro uso do bombardeio em massa contra um alvo militar.

## Prelúdio
Após a queda de Bilbao e a derrota das forças republicanas em defesa de Santander, o reduto republicano das Astúrias foi isolado dos exércitos republicanos no sul e no leste da Espanha. O líder das forças nacionalistas em torno das Astúrias, general Fidel Dávila, atacou do sul e do leste, esperando pouca resistência dos desmoralizados republicanos.
A primeira linha republicana, ao longo do rio Deva, logo foi invadida, e a cidade de Llanes caiu em 5 de setembro de 1937. No entanto, as rotas que os nacionalistas tiveram de seguir eram comandadas pelas paredes de calcário da Sierra de Cuera, ao norte de a frente e o Deva Gorge ao sul. Os nacionalistas tinham que tirar os defensores dessas montanhas para avançar e, para isso, planejaram um movimento de pinça movendo-se para sudoeste de Llanes e oeste, ao longo do rio Cares, de Panes para Cabrales.
Em ambas as frentes, o terreno acidentado e a resistência republicana rígida impediram o avanço. Ficou então claro que as montanhas da Sierra de Cuera eram vitais para a defesa das Astúrias, e a chave para a Sierra de Cuera era a passagem de El Mazuco.

## Os combatentes
As forças nacionalistas eram compostas por quatro Brigadas Navarros (33 000 homens), sob o comando do General José Solchaga Zala (Solchaga) em Llanes, com 15 baterias de artilharia e forte apoio aéreo (incluindo a Legión Cóndor alemã, parcialmente baseada no Aeródromo Cue). A passagem de El Mazuco fica a apenas cinco km do mar, e assim o cruzador Almirante Cervera também pôde usar seus canhões de 6 pol. na ação.
As forças asturianas e algumas forças bascas e santanderas (republicanas) formavam três brigadas enfraquecidas (menos de 5 000 homens ao todo), sob o comando dos coronéis Juan Ibarrola Orueta e Francisco Galán Rodríguez (Ibarrola e Galán) em Meré, com pouca artilharia e nenhum ar Apoio, suporte.

## A batalha
O ataque a El Mazuco começou com um assalto da brigada Nacionalista Navarrese I em 6 de setembro. Isso foi repelido e, ao mesmo tempo, o avanço do movimento de pinça para o sul também foi interrompido. Em resposta a esses contratempos, a Legião Condor alemã foi chamada e pela primeira vez bombardeou um alvo militar, as forças republicanas defendendo a aproximação de El Mazuco.
Em 7 de setembro, novos ataques foram interrompidos e as frentes estabilizadas; um notável comandante republicano, Higinio Carrocera, chegou, com três batalhões e 24 metralhadoras pesadas. Bombardeios com bombas explosivas e incendiárias continuaram o dia todo.
No dia seguinte, em uma névoa densa, a luta corpo a corpo feroz infligiu graves perdas em ambos os lados. Os nacionalistas ganharam cerca de 2 km na frente sul, que os republicanos não conseguiram recapturar.
Os nacionalistas aproveitaram o dia seguinte para bombardear as posições de defesa de El Mazuco, e dois batalhões republicanos foram obrigados a recuar, embora os nacionalistas não pudessem aproveitar a retirada. Pelo resto daquele dia e no seguinte, ondas de bombardeios e bombardeios de artilharia foram seguidas por um ataque de infantaria nacionalista, cada um por sua vez cortado e revertido pelas metralhadoras republicanas.
Tendo voltado o nevoeiro a 10 de setembro, um ataque total da I Brigada tomou o morro de Biforco (abaixo do desfiladeiro de El Mazuco), mas ainda dominado pelas alturas de Llabres, de onde os republicanos martelaram a área com metralhadoras e tambores de carboneto rolados cheios de explosivos. Pela primeira vez desde o início da batalha, comida quente chegou às linhas de frente republicanas.

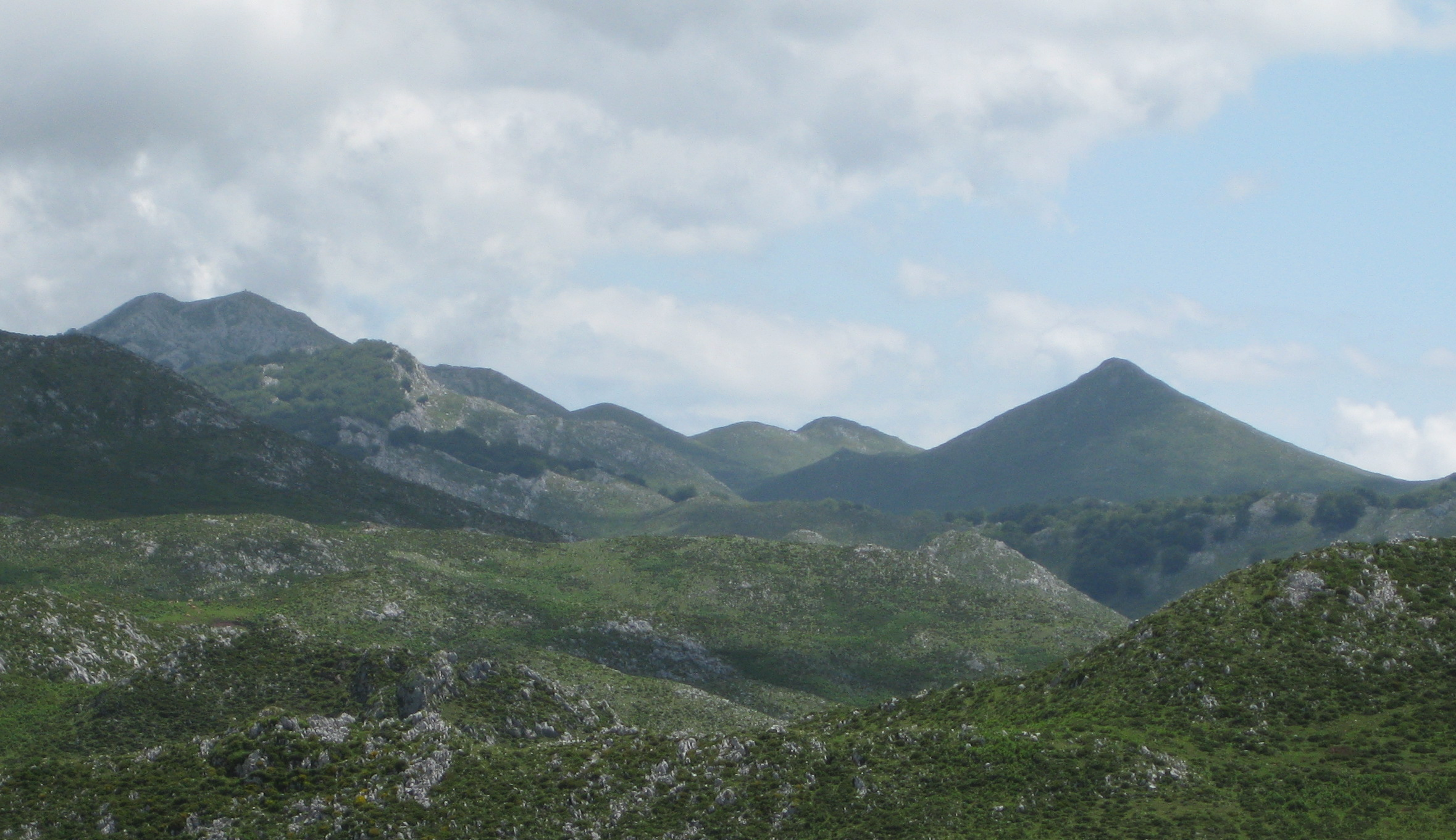
Peña Turbina (à esquerda)

Durante os dois dias seguintes, na frente sul, os nacionalistas não puderam avançar ao longo do vale, pelo que não tiveram outra opção senão subir a serra em direção ao Pico Turbina. Este pico, a 1 315 m, é um obstáculo formidável com declives de 40 ° e um terreno cársico quase lunar. Não havia rastros, mesmo para mulas, então suprimentos e munições eram em grande parte carregados à mão. O tempo também estava ruim, então a aeronave não pôde operar - mas a névoa também escondeu as forças de ataque.
Em 13 de setembro, a frente republicana ao noroeste de El Mazuco começou a enfraquecer sob o bombardeio de artilharia implacável, e os republicanos foram forçados a ceder a Sierra Llabres, cuja altura comanda tanto a vila de El Mazuco quanto os acessos ocidentais em 14 de setembro. A própria aldeia de El Mazuco era então indefensável. A sul, o Pico Turbina foi quase tomado, mas o ataque foi rechaçado com granadas de mão, em confusos combates em denso nevoeiro.
El Mazuco e seus arredores foram ocupados em 15 de setembro, e os republicanos nesse setor recuaram para Meré . Ao sul, os republicanos ainda mantinham as alturas do Pico Turbina e Peñas Blancas (os cumes da Peña Blanca). Pico Turbina foi tomado e Peña Blanca quase foi cercada quando Arangas e Arenas caíram nas mãos dos nacionalistas no dia seguinte.
Os três picos de Peñas Blancas agora formavam a única saliência da linha republicana ao longo do rio Bedón. Os ataques nacionalistas iniciais falharam, e então dezesseis batalhões foram convocados para reduzir as posições. O apoio aéreo era mínimo devido ao clima e, no solo, a chuva se transformou em neve nas alturas.
Com o tempo melhor em 18 de setembro ao meio-dia trouxe três ondas de bombardeamento de caças Junkers e Fiat, e possivelmente Heinkel 51s baseado no Aeródromo Cue. Depois de cada ataque, o ataque inevitável da infantaria era repelido por metralhadoras e granadas de mão. Por quatro dias inteiros, o padrão se repetiu: aeronaves e morteiros golpearam os defensores restantes, a infantaria navarra atacou e foi repelida. Até 22 de setembro "a bandeira vermelha tremulava no pico mais alto". Naquele dia, os Peñas Blancas foram finalmente invadidos.

## Consequências
A defesa de El Mazuco ofereceu a esperança de conter o avanço nacionalista até o inverno; se isso tivesse sido alcançado, o curso da guerra teria sido diferente. Do jeito que estava, os invasores sofreram um atraso caro. Os defensores recuperaram a honra, espancados em Santander, mas também com grande custo. Os terceiros envolvidos, notadamente a Legião Condor, aprenderam muitas lições que mais tarde foram aplicadas no teatro europeu da Guerra Mundial que se seguiu.

A defesa de El Mazuco também deu aos republicanos mais a oeste nas Astúrias um certo espaço para respirar e uma chance de se reagrupar, mas no final das contas isso fez pouca diferença. Os nacionalistas na frente oriental logo se juntaram às forças que avançavam de León em Infiesto e se aproximaram de Gijón. Gijón, o último reduto republicano no norte da Espanha, caiu em 21 de outubro.